# تشارلز ريختر
تشارلز فرانسيس ريختر (بالإنجليزية: Charles Francis Richter)‏ ‏ (26 أبريل 1900 - 30 سبتمبر 1985) هو عالم زلازل وفيزيائي أمريكي. وريختر معروف بأنه مخترع مقياس ريختر، والذي كان وما زال يستخدم لقياس قوة الزلازل.

## طفولته وتعلمه
وُلد ريختر في أوفربيك في ولاية أوهايو. امتلك ريختر أصولًا ألمانية إذ جاء جده الأكبر من بادن بادن (بادن فورتمبيرغ في ألمانيا) في عام 1848 بسبب عدم الاستقرار السياسي. والد ريختر هو فريدريك ويليام ووالدته ليليان آنا (كينسينجر) ريختر، انفصلا عندما كان صغيرًا جدًا. نشأ مع جده من والدته، والذي نقل الأسرة (بما في ذلك والدته) إلى لوس أنجلوس في عام 1909. التحق بعد تخرجه من مدرسة لوس أنجلوس الثانوية بجامعة ستانفورد وحصل على شهادته الجامعية في عام 1920. بدأ في عام 1928 العمل على شهادة دكتوراه في الفيزياء النظرية من معهد كاليفورنيا للتكنولوجيا، وعُرض عليه لكن قبل أن ينتهي منها منصب في معهد كارنيجي في واشنطن. أحب علم الزلازل (دراسة الزلازل والأمواج التي تنتجها في الأرض). عمل بعد ذلك في مختبر الزلازل الجديد في باسادينا تحت إشراف بينو غوتنبرغ. طور ريختر وغوتنبرغ في عام 1932 مقياسًا للأحجام النسبية لمصادر الزلازل سُمي مقياس ريختر. عاد في عام 1937 إلى معهد كاليفورنيا للتكنولوجيا حيث قضى بقية حياته المهنية، وأصبح في النهاية أستاذ علم الزلازل في عام 1952.

## حياته المهنية
ذهب ريختر للعمل في معهد كارنيجي في واشنطن في عام 1927 بعد أن عرض عليه روبرت ميليكان منصب معيد هناك، حيث بدأ التعاون مع بينو غوتنبرغ. أراد مختبر الزلازل في معهد كاليفورنيا للتكنولوجيا البدء في نشر تقارير منتظمة عن الزلازل في جنوب كاليفورنيا وكان بحاجة كبيرة لنظام قياس قوة الزلازل لإنجاز هذه التقارير. ابتكر ريختر وجوتنبرج المقياس الذي أصبح معروفًا بمقياس ريختر تلبيةً لهذه الحاجة، والذي يعتمد على قياس كمية إزاحة الأرض بواسطة الموجات الزلزالية.
صمم العالمان جهاز قياس الزلازل لقياس هذه الإزاحة ووضعا مقياسًا لوغاريتميًا لقياس الشدة. جاء وصف الحجم لهذا القياس من اهتمام ريختر منذ طفولته في علم الفلك (يقيس علماء الفلك النجوم بكتلتها). كانت مساهمة غوتنبرغ كبيرة لكن كرهه للمقابلات ساهم في ترك اسمه خارج العمل. تبنى علماء الزلازل المقياس بعد نشره في عام 1935 بسرعة لاستخدامه في قياس شدة الزلازل. 
بقي ريختر في معهد كارنيجي حتى عام 1936 عندما حصل على وظيفة في معهد كاليفورنيا للتكنولوجيا، حيث عمل مع غوتنبرغ. نشر غوتنبرغ وريختر كتاب الزلازل الأرضية في عام 1941. وتعتبر الطبعة المنقحة التي نشرت في عام 1954 مرجعًا أساسيًا في هذا المجال. 
أصبح ريختر أستاذًا في معهد كاليفورنيا للتكنولوجيا في عام 1952. ونشر في عام 1958 كتاب علم الزلازل الأساسي بناءً على ملاحظاته التدريسية الجامعية. نادرًا ما نشر ريختر في المجلات العلمية التي يراجعها الأقران، لذلك يعتبر الكتاب أهم مساهماته في علم الزلازل. أمضى ريختر عامي 1959 و1960 في اليابان كباحث في برنامج فولبرايت. انخرط في ذلك الوقت من حياته المهنية في مجال هندسة الزلازل من خلال تطوير قوانين البناء للمناطق المعرضة للزلازل. أزالت حكومة مدينة لوس أنجلوس العديد من الزخارف والبروزات من المباني في الستينيات نتيجة لحملات التوعية التي قام بها ريختر.
ذكرت المدينة أن تحذيرات ريختر كانت مهمة في منع العديد من الوفيات بعد زلزال سان فرناندو عام 1971.  تقاعد ريختر عام 1970. 

## مقياس ريختر
في الوقت الذي بدأ فيه ريختر العمل مع غوتنبرغ كانت الطريقة الوحيدة لتقييم الصدمات هي مقياس طوره الكاهن والجيولوجي الإيطالي جوسيب ميركالي في عام 1902. يستخدم مقياس ميركالي الأرقام الرومانية ويصنف الزلازل من المرحلة الأولى إلى الثانية عشر اعتمادًا على كيفية استجابة المباني والناس للهزة. تصنف الهزة التي جعلت الثريات تتأرجح على أنها I أو II على هذا المقياس، في حين أن الزلازل التي دمرت مباني ضخمة وأحدثت حالة من الذعر في مدينة مزدحمة قد تُصنف X. كانت المشكلة الواضحة في مقياس ميركالي اعتماده على مدى قوة تشييد المبنى. كما كان من الصعب على مقياس ميركالي تقييم الزلازل التي حدثت في المناطق النائية ذات الكثافة السكانية المنخفضة.

## وصلات خارجية
- تشارلز فرانسيس ريختر على موقع الموسوعة البريطانية (الإنجليزية)
- تشارلز فرانسيس ريختر على موقع إن إن دي بي (الإنجليزية)
- اقتباسات تشارلز ريشتر